# Wohnhaus Mühlenweg 3
Das Wohnhaus Mühlenweg 3 am südlichen Ortseingang in der niedersächsischen Samtgemeinde Land Hadeln, Gemeinde Neuhaus, im Landkreis Cuxhaven, stammt aus der ersten Hälfte des 19. Jahrhunderts. Aktuell (2024) wird es als Wohnhaus und gewerblich für Dienstleistungen genutzt.
Das Gebäude steht unter Denkmalschutz (siehe auch Liste der Baudenkmale in Neuhaus (Oste)).

## Geschichte und Beschreibung
Die Besiedelung fand um 1000 nach Christus auf den Wurten rund um die Aue, Oste und Elbe statt.
Das eingeschossige traufständige Gebäude in Fachwerk mit Steinausfachungen und einem ziegelgedeckten Satteldach stammt von um 1830. In den oberen Giebeldreiecken ist es regionaltypisch senkrecht verbrettert. Das Haus wurde Anfang des 20. Jahrhunderts nach Südwesten in Backstein erweitert.
Es steht auf dem Areal des Mühlenhofs von Neuhaus.
Ein langgestreckter massiver Stall von um 1900 mit Satteldach und mit senkrecht verbrettertem Obergeschoss in Holzkonstruktion steht auch unter Denkmalschutz.
Das Landesdenkmalamt befand u. a.: „… geschichtlichen und städtebaulichen Bedeutung …“